# Хирш, Август
Август (Гирш) Хирш (нем. August Hirsch; 1817—1894) — немецкий врач-эпидемиолог и историк медицины; доктор медицины, профессор Берлинского университета. Дед математика Курта Хирша.

## Биография
Август Хирш родился под именем Арон Симон Хирш (Aron Simon Hirsch) 4 октября 1817 года в городе Данциге в купеческой семье. В соответствие с семейной традицией вначале изучал коммерцию, но не проявил в этой области никакого рвения или талантов. Поэтому был отдан в гимназию в Эльблонге, после успешного окончанию которой с 1839 изучал медицину в Лейпцигском и Берлинском университетах. В 1845 году защитил в Берлинском университете степень доктора медицины. 

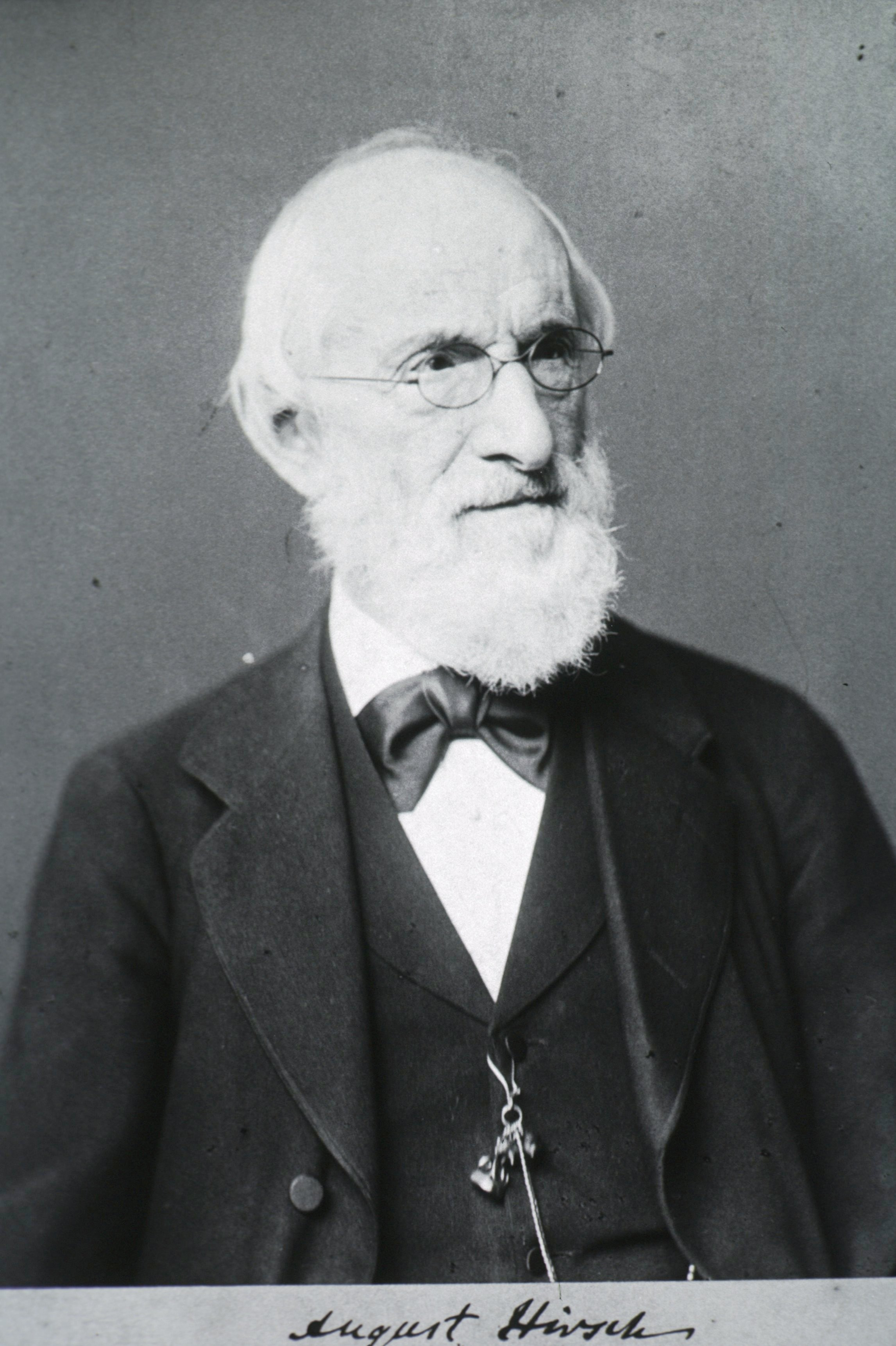
А. Гирш

Собираясь ехать в Индию для поступления на должность врача, Хирш занялся патолого-географическими исследованиями и издал классическое руководство «Handbuch d. historisch-geographischen Pathologie» в трех томах, вышедшее двумя изданиями. Это руководство — единственное в своем роде по богатству и тщательной разработке материала — служило в своё время настольной книгой практически для каждого исследователя распространения различных болезней по земному шару в связи с теми или другими географическими условиями.
С 1863 года Август Хирш состоял ординарным профессором Берлинского университета, причём нередко он путешествовал по различным странам для изучения эпидемий. В частности, вместе с профессором Кюсснером, он приезжал в Астраханскую губернию Российской империи для исследования пандемии; по результатам которой им была написана монография о чуме «Mittheilungen über die Pest-epidemie im Winter 1878—79 im russischen Gouvernement Astrachan» (Берлин, 1880).
В 1878 году на интернациональном конгрессе в столице Австрии по борьбе с холерой Хирш был представителем от медиков Германии.
С 1866 года Хирш вместе с Рудольфом Вирховым издавал «Jahresbericht über die Fortschritte und Leistungen in der Medizin», а с 1884 по 1888 год, вместе с профессором Эрнстом Юлиусом Гурльтом, выпускал «Biographisches Lexikon der hervorragenden Aerzte aller Zeiten und aller Länder».
Помимо чисто медицинских трудов, А. Хирш написал ряд историко-медицинских работ. Признанный знаток средневековой медицины, он исследовал различные средневековые медикаменты и целебные средства, употреблявшиеся знахарями и народными целителями.
Август Хирш умер 28 января 1894 года в городе Берлине.